# Rotoita
Rotoita is een geslacht van vliesvleugeligen uit de familie Rotoitidae. De wetenschappelijke naam van dit geslacht is voor het eerst geldig gepubliceerd in 1987 door Boucek & Noyes.

## Soorten
Het geslacht Rotoita is monotypisch en omvat slechts de volgende soort:
- Rotoita basalis Boucek & Noyes, 1987